# Elsalvadoria tomhaasi
Elsalvadoria tomhaasi is een krabbensoort uit de familie van de Pseudothelphusidae. De wetenschappelijke naam van de soort is voor het eerst geldig gepubliceerd in 1970 door Bott.